# Lüttringhausen
Lüttringhausen is een stadsdeel van de stad Remscheid in Duitsland. Lüttringhausen hoort bij het traditionele gebied van het Nederfrankische dialect Limburgs. Lüttringhausen ligt aan de Uerdinger Linie.
De psychiatrische kliniek Evangelische Stiftung Tannenhof is in Lüttringhausen te vinden, evenals de gevangenis van Remscheid.
De botanicus Caspar Georg Carl Reinwardt werd in het Pruisische Lüttringhausen geboren.
In de bossen bij de Stiftung Tannenhof staat een gedenksteen voor de zeeslag bij Jutland.
Sinds 1906 staat in Lüttringhausen een gevangenis. Hier werden tijdens de Tweede Wereldoorlog diverse Nederlanders gevangen (verzetstrijders en politieke gevangenen) gehouden.